# メレディス・ガードナー
メレディス・ノックス・ガードナー(Meredith Knox Gardner 1912年10月20日 – 2002年8月9日)は、アメリカの言語学者、暗号解読者。20世紀のアメリカの防諜部隊の中で最も偉大な人物となった。英語の他にドイツ語、サンスクリット語、リトアニア語、スペイン語、フランス語、日本語、ロシア語を扱えるマルチリンガルであった。

## 略歴
ミシシッピ州オカローナで生まれ、テキサス州オースティンで育った。オースティンのテキサス大学を卒業した後、1938年から1940年まで補助教員をしていたウィスコンシン大学マディソン校でドイツ語の修士を取得した。オハイオ州のアクロン大学でドイツ語の言語学者として働いていた時、ドイツ語の暗号解読のためアメリカ陸軍の陸軍通信情報局(en:Signals Intelligence Service:SIS)に徴用された。その後すぐに日本語の暗号解読にも携わった。日本語はわずか二三ヶ月で習得した。
1946年に、ガードナーはベノナと呼ばれるソ連暗号解読の極秘プロジェクトに参画した。ソ連の暗号システムはワンタイムパッド法を使用しており、そのため解読は困難であると思われていた。しかし、ソ連は以前に使用したワンタイムパッド法のとあるページを再使用するという誤りを犯したため、ガードナーはその年の内に、暗号内で使用されている英語の綴りを特定することにより、ベノナで最初の暗号解読を行った。
1947年の5月にガードナーは、解読された暗号から、アメリカ合衆国陸軍省参謀として機密情報に接することの出来るアメリカ陸軍航空隊のen:William Ludwig Ullman少佐を、ソ連がエージェントとして放っていることがほのめかされていることに気がついた。このことにより、ガードナーが読み取ったソ連国家保安委員会(KGB)の情報が、アメリカにおける多数のソ連のスパイを示しているということが明らかとなった。
ガードナーは1972年に引退したが彼の業績は公開されることはなく、1995年7月のベノナのプロジェクト公開後の1996年になって初めて明らかになった。ガードナーが引退したときには、ガードナーと彼の同僚がアメリカ国家安全保障局(NSA)やアメリカ中央情報局(CIA)、en:Center for Democracyから賞されたが、これは米民主党上院議員ダニエル・パトリック・モイニハンの働きかけによるものだった。
ガードナーは、メリーランド州チェビーチェースで2002年8月9日に亡くなった。89歳だった。